# Bill Knott (poète)
William Kilborn Knott, né à Carson City (Michigan) le 17 février 1940 et mort le 12 mars 2014 , est un poète américain.

## Biographie
Knott est diplômé de l'université de Norwich et est étudiant de John Logan (en) à Chicago.
Son premier recueil de poésie, The Naomi Poems: Corpse and Beans, est publié en 1968 sous le nom de "Saint Geraud", auteur imaginaire prétendument suicidé deux ans avant la publication.

## Influences
Bill Knott était fortement influencé par les poètes européens et sud-américains ainsi que par quelques auteurs nord-américains comme James Wright et W.S. Merwin. On retrouve ainsi dans "The Naomi Poems : Corpse and Beans" l'influence de Rimbaud, Trakl, Char, Vallejo, Desnos ou Lorca.
Bill Knott tenait un blog, véritable work in progress de ces œuvres.